# Mikhaïl Iline
Pour les articles homonymes, voir Iline et Mikhaïl Iline (hockey sur glace).
Mikhaïl Andreïevitch Iline (en russe : Михаи́л Андре́евич Ильи́н), né le 20 mars 1903 à Moscou et mort le 19 mai 1981 à Moscou, est un historien d'art soviétique, historien de l'architecture, docteur ès science (1956), chef de département d'histoire de l'art russe de la faculté de l'université d'État de Moscou de 1967 à 1972. Spécialiste de l'iconographie moscovite ancienne du XIVe siècle au XVIe siècle, de l'étude de l'émergence des édifices religieux à toitures pyramidales, de l'architecture du XVIIIe siècle à Moscou, du patrimoine architectural de Moscou et de ses environs, de la recherche sur les os sculptés en Russie. Il est aussi l'auteur de nombreuses publications de vulgarisation sur l'histoire et l'architecture moscovite ainsi que de guides et de l'ouvrage intitulé « Les chemins de la recherche de l'historien d'art».

## Biographie
Mikhaïl Iline est le fils de l'historien Andreï Nikolaïevitch Iline, cousin issu de germain du philosophe Ivan Iline et propriétaire du somptueux domaine de Bykovo (acheté en 1874 par son père le colonel-ingénieur cofondateur de la Compagnie des chemins de fer de Kazan, Nikolaï Iline, au comte Illarion Vorontsov-Dachkov), et de son épouse née Maria Fiodorovna von Kleist d'une branche russifiée de la maison d'origine allemande von Kleist qui donna tant d'officiers supérieurs au royaume de Prusse.
De 1922 à 1926, il fait ses études à l'université d'État de Moscou dans la section histoire de l'art de la faculté d'ethnologie, et se spécialise dans le domaine de l'architecture ancienne, ainsi que des anciennes propriétés de la noblesse russe. Après ses études il commence par travailler à la galerie Tretiakov et au cabinet d'architecture Alexeï Nekrassov près l'université MGU, qui étudie la démolition de bâtiments dans Moscou. Il participe également à des expéditions dans le Grand Nord de la Russie pour étudier l'architecture en bois de ces régions. À partir de 1922, il est membre de la Société d'étude des propriétés russes et de la Société du Vieux Moscou (jusqu'à son licenciement en 1930). 
Le 3 janvier 1934 il est arrêté avec un groupe de collaborateurs du Centre Igor-Grabar pour l'étude et la restauration artistique en Russie et inculpé pour obstruction à la destruction d'édifices par les autorités aux ordres de Staline (parmi lesquels la Tour Soukharev) dans l'intention d'inciter les jeunes au nationalisme. Le 5 mars de la même année, il est envoyé pour trois ans au Kazakhstan. Il y vécut par la suite à Petropavl, travaillant comme dessinateur. Il ne possédait plus le droit de se trouver à Moscou après son arrestation et s'installa aussi à Alexandrov, puis à Maloïaroslavets. En 1941, il est appelé au front où il est blessé puis démobilisé.
Après sa démobilisation, il est autorisé à retourner à Moscou. En 1943, il soutient sa thèse de doctorat à l'université d'État de Moscou « Histoire de l'architecture russe du XVIe siècle » et entre à nouveau à la galerie Tretiakov. Il enseigne aussi à l'Institut d'architecture de Moscou. Comme professionnel de l'architecture, il participe à l'établissement des projets des stations de métro de Moscou (Dobryninskaïa), construits sur la base de certains éléments du style architectural médiéval russe. À partir de 1947, Mikhaïl Iline devient collaborateur de l'Institut d'État d'histoire de l'art (jusqu'en 1960), il enseigne également dans la section histoire et théorie de l'art à la faculté d'histoire de l'université d'État de Moscou, où il travailla jusqu'à la fin de sa vie. Il est inhumé au colombarium du cimetière Vagankovo.

## Liens
- (ru) Биография в энциклопедическом справочнике «Москва»
- (ru) Биография sur le site du Centre Sakharov
- (ru) Краткая биографическая справка на сайте rusarch.ru

- VIAF
- ISNI
- BnF (données)
- IdRef
- LCCN
- GND
- Pays-Bas
- Pologne
- Israël
- NUKAT
- Vatican
- Norvège
- Tchéquie
- Lettonie
- Grèce
- WorldCat